# Egernia carinata
Egernia carinata är en ödleart som beskrevs av  Smith 1939. Egernia carinata ingår i släktet Egernia och familjen skinkar. Inga underarter finns listade i Catalogue of Life.